# Prismatocarpus tenellus
Prismatocarpus tenellus là loài thực vật có hoa trong họ Hoa chuông. Loài này được Oliv. miêu tả khoa học đầu tiên năm 1884.